# Sounds of a Playground Fading
Sounds of a Playground Fading — десятий студійний альбом мелодійного дез-метал гурту In Flames, що вийшов 15 червня 2011 року в Швеції і 20 червня в інших країнах Європи.

## Список композицій
Автор слів Андерс Фріден, автор музики Бйорн Гелотте. 
| #   | Назва                           | Тривалість |
| --- | ------------------------------- | ---------- |
| 1.  | «Sounds of a Playground Fading» | 4:44       |
| 2.  | «Deliver Us»                    | 3:31       |
| 3.  | «All for Me»                    | 4:31       |
| 4.  | «The Puzzle»                    | 4:34       |
| 5.  | «Fear Is the Weakness»          | 4:07       |
| 6.  | «Where the Dead Ships Dwell»    | 4:27       |
| 7.  | «The Attic»                     | 3:18       |
| 8.  | «Darker Times»                  | 3:25       |
| 9.  | «Ropes»                         | 3:42       |
| 10. | «Enter Tragedy»                 | 3:59       |
| 11. | «Jester's Door»                 | 2:38       |
| 12. | «A New Dawn»                    | 5:52       |
| 13. | «Liberation»                    | 5:10       |

| Японське видання | Японське видання                      | Японське видання |
| #                | Назва                                 | Тривалість       |
| ---------------- | ------------------------------------- | ---------------- |
| 14.              | «Deliver Us (Інструментальна версія)» | 3:31             |

| Делюкс видання iTunes | Делюкс видання iTunes            | Делюкс видання iTunes |
| #                     | Назва                            | Тривалість            |
| --------------------- | -------------------------------- | --------------------- |
| 1.                    | «Deliver Us» (Музичне відео)     | 3:31                  |
| 14.                   | «Darker Times (Eagleclaw Remix)» | 5:45                  |

| Делюкс видання на DVD | Делюкс видання на DVD                                | Делюкс видання на DVD |
| #                     | Назва                                                | Тривалість            |
| --------------------- | ---------------------------------------------------- | --------------------- |
| 1.                    | «Sounds of a Playground Fading» (Репортаж зі студії) |                       |

## Дати випуску
| Регіон                                                    | Дата           |
| --------------------------------------------------------- | -------------- |
| Швеція                                                    | 15 червня 2011 |
| Німеччина, Австрія, Швейцарія & Норвегія                  | 17 червня 2011 |
| Європа (За винятком Іспанії, Італії, Фінляндії, Угорщини) | 20 червня 2011 |
| Північна Америка, Іспанія та Італія                       | 21 червня 2011 |
| Фінляндія та Угорщина                                     | 22 червня 2011 |
| Австралія та Нова Зеландія                                | 24 червня 2011 |